# Comuna Călugăreni, Prahova
Călugăreni este o comună în județul Prahova, Muntenia, România, formată din satele Călugăreni (reședința) și Valea Scheilor.

## Așezare
Comuna se află în estul județului, la nord de orașul Mizil, și este traversată de șoseaua județeană DJ102R care o leagă spre vest de Tătaru și Gornet-Cricov, iar spre sud de Gura Vadului.

## Demografie
Componența etnică a comunei Călugăreni
     Români (92,2%)
     Alte etnii (7,8%)
Componența confesională a comunei Călugăreni
     Ortodocși (92,2%)
     Alte religii (0,1%)
     Necunoscută (7,7%)
Conform recensământului efectuat în 2021, populația comunei Călugăreni se ridică la 1.013 locuitori, în scădere față de recensământul anterior din 2011, când fuseseră înregistrați 1.279 de locuitori. Majoritatea locuitorilor sunt români (92,2%). Din punct de vedere confesional, majoritatea locuitorilor sunt ortodocși (92,2%), iar pentru 7,7% nu se cunoaște apartenența confesională.

## Politică și administrație
Comuna Călugăreni este administrată de un primar și un consiliu local compus din 9 consilieri. Primarul, Ion Enache[*], de la Partidul Social Democrat, este în funcție din iunie 2017. Începând cu alegerile locale din 2024, consiliul local are următoarea componență pe partide politice:
|  | Partid                          | Consilieri | Componența Consiliului | Componența Consiliului | Componența Consiliului | Componența Consiliului | Componența Consiliului | Componența Consiliului | Componența Consiliului | Componența Consiliului |
|  | ------------------------------- | ---------- | ---------------------- | ---------------------- | ---------------------- | ---------------------- | ---------------------- | ---------------------- | ---------------------- | ---------------------- |
|  | Partidul Social Democrat        | 8          |                        |                        |                        |                        |                        |                        |                        |                        |
|  | Alianța pentru Unirea Românilor | 1          |                        |                        |                        |                        |                        |                        |                        |                        |

## Istorie
La sfârșitul secolului al XIX-lea, comuna se afla în plasa Cricovul și era formată din satele Călugăreni și Mireșul, având în total 2159 de locuitori. Comuna moșnenească prin tradiție avea două biserici, ambele construite de locuitorii ei, în 1822 și 1856, precum și o școală datând dinainte de 1840 și în care învățau în 1892 97 de elevi (dintre care 4 femei și fete). Deși în comună se aflau câteva cariere de piatră și mine de sare, locuitorii se ocupau doar cu agricultura, desfăcându-și produsele la București, Ploiești și Mizil.
În următorii ani, în comuna Călugăreni a fost inclus și satul Tătaru, unicul sat al unei comune desființate.
În perioada interbelică, comuna a făcut parte din plasa Urlați din județul Prahova. În 1950, a fost arondat raionului Mizil din regiunea Prahova și apoi regiunea Ploiești. În 1968, a revenit în județul Prahova, reînființat, alipindu-i se și satul Valea Scheilor, anterior în județul Buzău.

## Monumente istorice
Zece obiective din comuna Călugăreni sunt incluse în lista monumentelor istorice din județul Prahova ca monumente de interes local. Trei dintre ele sunt situri arheologice — așezarea din perioada Latène aflată „pe Izvor” (spre Afina Galeș, la Puțu Popii, pe malul pârâului Pucioasa) în zona satului Călugăreni; așezarea din secolele al IV-lea–al VI-lea de la Valea Scheilor; și situl de „la crucile de piatră ale Doamnei Neaga” din zona satului Valea Scheii, unde s-au găsit așezări din perioadele Latène și Halstatt. Altele trei sunt clasificate ca monumente de arhitectură, toate în satul Valea Scheilor — biserica „Buna Vestire” și „Sfânta Treime” (1784); casa Olimpia Bunescu (sfârșitul secolului al XIX-lea); și casa Nicolae Iacob (1920). Celelalte patru sunt monumente memoriale sau funerare: ansamblul de trei cruci de pomenire (de drum) din anii 1692, 1742 aflate la intrarea în satul Călugăreni; și alte trei cruci de pomenire din piatră din satul Valea Scheilor — cea de „la Perșu” (1692); cea de la 200 m vest de biserica „Buna Vestire” (1698); și cea de lângă podul peste Scheianca (1692).

## Personalități născute aici
- Csaba Dosza (n. 1951), atlet.